# Valve
Valve Corporation ([vælv], также известная как Valve Software, с англ. — «вентиль, клапан») — американская частная компания, занимающаяся разработкой, изданием и цифровой дистрибуцией компьютерных игр. Её наиболее известные продукты — сервис цифровой дистрибуции игр и программного обеспечения Steam, компьютерные игры и серии Half-Life, Portal, Counter-Strike, Left 4 Dead, Team Fortress 2 и Dota 2. Большинство разработанных Valve игр использует её собственные игровые движки GoldSrc (до 2004-го), Source и Source 2. Штаб-квартира компании находится в городе Белвью, штат Вашингтон, недалеко от Сиэтла.
Valve была основана в 1996 году Гейбом Ньюэллом и Майком Харрингтоном, выходцами из Microsoft. Уже её дебютная игра Half-Life приобрела огромный успех и множество наград, как и её продолжение Half-Life 2. Харрингтон покинул компанию в 2000 году, оставив её в руках Ньюэлла. В 2003 году компания запустила сервис Steam, с годами выросший в крупнейшую в мире площадку по цифровой дистрибуции игр для персональных компьютеров — к 2010-м годам именно Steam, а не разработка игр, стал основным источником дохода для Valve. В 2010-х годах компания также занялась разработкой и выпуском аппаратного обеспечения для игр, такого как шлем виртуальной реальности Valve Index или портативный компьютер Steam Deck.
При относительно небольшом количестве сотрудников — 360 человек в 2016 году — прибыль компании составляет около миллиарда долларов в год. Для Valve характерна плоская организационная структура без начальников и подчинённых — сотрудники равны между собой и собираются в группы по интересам; компания направляет финансирование тем проектам, к которым присоединяется больше сотрудников. Среди этих проектов были и провальные, как игра Artifact или серия компьютеров Steam Machines, однако Valve удавалось окупать их за счёт Steam и других успешных проектов.

## История

### Основание и Half-Life
После тринадцати лет работы в компании Microsoft Гейб Ньюэлл, совместно с Майком Харрингтоном, в 1996 году основывает компанию Valve Software, под попечительством Sierra Studios. Для упрощения была приобретена лицензия движка игры Quake — Quake engine, и на его основе разработан собственный движок GoldSrc, после чего началась полуторагодовая разработка игры Half-Life (HL).
Рабочим названием игры был «Quiver». Для работы над сценарием был приглашён профессиональный писатель-фантаст Марк Лэйдлоу. Игра стала научно-фантастическим трёхмерным шутером от первого лица. Гейб и Майк хотели создать нечто похожее на DOOM, такое же мрачное творение. Игра получила более пятидесяти наград издательств, среди которых титул «Лучшая игра всех времён».
Впервые игра была продемонстрирована на выставке E3 в 1997 году и стала настоящим хитом мероприятия. Игру планировали выпустить в 1997 году, однако релиз состоялся 31 октября 1998 года. Игра стала знаковой и принесла известность разработчику.
Далее Valve сосредоточилась на разработке SDK, который вышел в апреле 1999 года. Мин Ли, совместно с разработчиком, скрывающимся под ником «Cliffea», использует его для создания модификации HL — Counter-Strike (CS), многопользовательского шутера, основанного на идее противостояния группировки террористов и специального подразделения полиции. Игра стала одной из ведущих киберспортивных дисциплин.

### Создание собственного движка и окончание Half-Life
Успех игры воодушевил компанию, и она сразу принялась создавать игру не менее масштабную, чем предшественник. Вся разработка держалась под строжайшим секретом. Спустя пять лет разработки на E3 2003 была презентована Half-Life 2. Игра была выполнена на новом игровом движке — Source Engine, потому графическая часть на тот момент была вне конкуренции. Почти все предметы в игре можно было передвигать и деформировать. Игра заняла первое место на сайте Metacritic.com в списке лучших игр всех времён.
Новый движок стал отличным подспорьем для создателей модификаций и сулил компании за этот счёт «вечную молодость». Компания рассчитывала на сообщество: предоставлен SDK, документация и набор утилит. Компания хотела сконцентрировать мододелов на новшествах и геймплее и сделала всё возможное для этого. В игре не были использованы реализованные в движке такие системы, как смена дня и ночи и деформация.
Но показать и выпустить игру — разные вещи. Игра не была выпущена в сентябре 2003-го, как обещалось. Напротив, релиз игры отодвигался уже на неопределённое время. Но произошла утечка, и в открытый доступ попала демоверсия HL2. Такая ситуация почти «убила» компанию, но она не сдалась, нашла деньги и выпустила игру 16 ноября 2004 года, собрав более 30 наград «Игра года».
По словам основателя, Гейба Ньюэлла, компания решила, что не стоит заставлять ждать фанатов ещё шесть лет, потому и была взята модель создания эпизодов, которая позволяла выпускать не менее качественные игры всего за полтора года.

### Выпуск последних одиночных игр
Заключительным этапом и сокрушительным ударом по конкурентам 9 октября 2007 года Valve выпускают The Orange Box, который включал в себя следующие игры: Half-Life 2, Half-Life 2: Episode One, Half-Life 2: Episode Two, Portal и Team Fortress 2. Сборник одновременно поставлялся для PC, PS3 и Xbox 360.
В качестве особой черты для всех этих игр был разработан сервис достижений (аналогичный достижениям на Xbox 360), который работал через сервис Steam и был доступен для внедрения в игры, распространяемые через сервис. Появилась и своя социальная сеть — Steam Community, также на базе Steam. Для этого были реализованы личные профили, возможность добавления в друзья и доработан внутрисервисный чат.

### Многопользовательские игры в Steam
18 ноября 2008 года выпущена игра Left 4 Dead. Год спустя, 17 ноября 2009 года — её сиквел, Left 4 Dead 2. 5 марта 2010 года анонсирована Portal 2. 19 июля 2010 года выпущен сетевой шутер от третьего лица Alien Swarm. 19 апреля 2011 года выпущен Portal 2. 21 августа 2012 года выпущен Counter-Strike: Global Offensive.
В 2011 году Valve объявила, что выпустит многопользовательскую игру Dota 2, которая станет продолжением модификации DotA для игры Warcraft III: Reign of Chaos и дополнения к ней Warcraft III: The Frozen Throne. В компанию также перешёл работать основной разработчик этой модификации, известный под ником IceFrog.

### Развитие технологий Steam
23 сентября 2013 компания опубликовала операционную систему SteamOS на основе Debian.
В качестве первого шага помощи сообществу Debian Valve сделала бесплатной возможность загрузки игр компании для всех разработчиков Debian.
SteamOS использует пользовательский интерфейс режима Big Picture. Операционная система будет поставляться в мини-компьютере Steam Machines, однако, эта бесплатная ОС будет выпускаться и обособленно для самостоятельных установок, что позволит сторонним компаниям создавать собственные устройства для SteamOS. В этой операционной системе есть возможность трансляции на телевизор со стационарного ПК, доступ к Steam Cloud (доступ ко всем купленным играм с любого устройства при использовании единого аккаунта). Операционная система, помимо игр, способна воспроизводить аудио и видеофайлы.
Через клиент Steam официально распространяется и музыка, аудиоплеер встроен непосредственно в клиент. Интерфейс доступен в режиме Steam Overlay. На конец 2014 года предоставлены только базовые возможности воспроизведения, но, например, есть возможность, создания плейлиста. Для воспроизведения доступны как локальные аудиофайлы на машине пользователя, так и купленные в Steam саундтреки из игр. В честь открытия Valve сделала бесплатными музыкальные альбомы игр серий Half-Life и Portal и документальный фильм Free to play.
Новым этапом развития стал релиз видеоприставки и контроллера к ней.
1 марта 2015 года корпорация Valve на Mobile World Congress представила шлем виртуальной реальности HTC Vive, который был разработан совместно с компанией HTC. Начало продажи — ноябрь 2015.
28 июня 2019 года корпорация Valve выпустила новый шлем виртуальной реальности Valve Index.
15 июля 2021 года корпорация Valve представила свою будущую портативную игровую систему — Steam Deck. Продажи в странах Европейского Союза, а также в США и Канаде начались 25 февраля 2022.

## Продукты компании

### Игры
В конце девяностых годов Valve выпустила 7 игр: в 1998 году демоверсию Half-Life: Day One, за ней полноценную игру — Half-Life; в 1999 году — демоверсию Half-Life: Uplink, Half-Life: Opposing Force (совместно с Gearbox Software) и оригинальную Team Fortress Classic; в 2000 году, благодаря возможности модификации движка, выходит мод Counter-Strike и новинка — Ricochet.
В начале нулевых выпускались дополнения прошлых удачных релизов: в 2001 году — Half-Life: Blue Shift, Half-Life: Decay (обе игры также разработаны совместно с Gearbox Software) и Deathmatch Classic; в 2003 году — оригинальная игра Day of Defeat и версия CS для игровых автоматов — Counter-Strike Neo.
2004 год стал началом новой эпохи в стане Valve — с релизом нового движка Source вышли такие игры, как Half-Life 2 и её многопользовательская сетевая модификация — Half-Life 2: Deathmatch. Обновилась линейка Counter-Strike: новинка под названием Counter-Strike: Condition Zero и отдельно вырезанные сцены из неё — Counter-Strike: Condition Zero Deleted Scenes. Также на новом движке выпущены Counter-Strike: Source и Half-Life: Source.
В середине нулевых были заново выпущены старые игры на новом движке и продолжения истории HL: в 2005 году — Day of Defeat: Source, Half-Life 2: Lost Coast и Half-Life Deathmach: Source; в 2006 году — Half-Life 2: Survivor и Half-Life 2: Episode One. В 2007 году вышел так называемый Orange Box, сборник, в который вошли также три новых игры: Half-Life 2: Episode Two, Team Fortress 2 и Portal.
В конце нулевых, помимо новых игр, были выпущены продолжения и дополнения, а также созданы игры специально для азиатского рынка: в 2008 году — Portal: Still Alive, Counter-Strike Online, Left 4 Dead; в 2009 году — Left 4 Dead 2 и Left 4 Dead: Survival Pack DLC с Left 4 Dead: Crash Course DLC. 2010 год стал богат на дополнения к L4D двух поколений: Left 4 Dead: The Sacrifice DLC, Left 4 Dead 2: The Passing DLC и Left 4 Dead 2: The Sacrifice DLC; однако появилась и новинка — Alien Swarm.
В начале 2010-х годов компания выпускает ещё больше игр: в 2011 году — продолжение Portal, Portal 2, и дополнения к нему: Portal 2: Peer Review DLC и Portal 2: Sixense MotionPack DLC; в 2012 году — дополнения Left 4 Dead 2: Cold Stream DLC, Portal 2: Perpetual Testing Initiative DLC, а также новая игра — Counter-Strike: Global Offensive; в 2013 году — новинка Dota 2 и Counter-Strike Online 2. В 2014 году Valve не выпустила какого-либо отдельного игрового продукта, за исключением дополнения к Left 4 Dead 2 — Uncensored, выпущенного для австралийской публики.
10 сентября 2015 года Dota 2 была окончательно переведена на движок Source 2 с выходом обновления Dota 2: Reborn. 7 марта 2016 года компания анонсировала игру The Lab из серии Portal: игра будет представлять собой набор экспериментов для очков виртуальной реальности HTC Vive.
8 августа 2017 года во время The International 2017 была анонсирована карточная игра по вселенной Dota 2 — Artifact. Никаких подробностей Valve не представила. Известно лишь, что в игре нас ждут различные персонажи Dota 2. Релиз игры состоялся в Steam 28 ноября 2018 года.
20 июня 2019 года Valve выпустили стратегическую игру во вселенной Dota 2 — Dota Underlords.
19 ноября 2019 года состоялся анонс новой игры в серии Half-Life — Half-Life: Alyx. Сюжетная линия Half-Life: Alyx разворачивается между сюжетными линиями игр Half-Life 1 и Half-Life 2, где главным героем является не Гордон Фримен, а Аликс Вэнс. Релиз игры в Steam состоялся 23 марта 2020 года.
21 января 2021 года Гейб Ньюэлл проговорился, что Valve разрабатывают две новые одиночные игры. Также, в интервью был упомянут тайный проект Valve Citadel.
22 марта 2023 года Valve анонсировала новую игру Counter-Strike 2 на движке Source 2.
27 сентября 2023 года Valve выпустила игру Counter-Strike 2 на движке Source 2, которая является обновлением для Counter-Strike: Global Offensive, из-за чего саму Global Offensive убрали из магазина Steam.
23 августа 2024 года Valve официально анонсировала Deadlock, появилась страница в магазине Steam.

### Steam Deck
26 мая 2021 года стало известно, что компания разрабатывает новое игровое портативное устройство под рабочим названием SteamPal.
15 июля 2021 года был анонсирован портативный компьютер Steam Deck.
25 февраля 2022 года Steam Deck поступил в продажу в странах Европейского Союза, США и в Канаде.

## Структура
В 2016 году в компании работало 360 человек, в 2021, согласно документам, предоставленным Valve в рамках судебного процесса против Wolfire Games, — 336 человек. Они были распределены по направлениям занятий таким образом: 79 занимались непосредственно платформой Steam, 181 — «играми», хотя Valve выпускает новые игры очень редко; 41 сотрудник занимался разработкой аппаратного обеспечения, 35 — управленческими вопросами. Такое количество сотрудников хотя и достаточно велико само по себе, но гораздо меньше, чем у соизмеримых по роли и влиянию компаний в индустрии: у Ubisoft в 2024 году было больше 18 тысяч сотрудников, у Electronic Arts — больше 13 тысяч. При этом у Valve исключительно высокий показатель прибыли в расчете на сотрудника — в 2018 году он был выше, чем у Facebook, Apple и Netflix; у Facebook, уступающей Valve по этому показателю, на каждого сотрудника приходилось 780 400 долларов прибыли в год.
«Плоская» организационная структура компании предполагает, что сотрудники самостоятельно выбирают, над каким проектом им работать, никто в Valve не имеет права им указывать, чем заниматься. Они образуют рабочие группы, переманивая друг друга из проекта в проект. Между собой группа лишь решает, кто станет текущим лидером, кто станет держать в голове всю информацию о проекте и координировать его. Valve стимулирует частую смену составов групп, чтобы их не поглотила бюрократия, и они оставались на стороне пользователя. Этот подход проявляется, в частности, в том, что столы всех сотрудников снабжены колёсиками: это упрощает постоянные перемещения. Майкл Абраш отмечал, что в первые недели коллеги предполагали, что ему стоит присмотреться к какой-то сфере, после чего он стал думать иначе: думать, что ценное он сделает для компании, чего пока никто не делает. После чего он стал заниматься созданием очков виртуальной реальности. Такая свобода крайне усложняет поиск новых сотрудников. Фактически вся компания нацелена на поиск новобранцев, потенциальных сотрудников регулярно зовут на собеседования.
По мнению Ньюэлла, в технологической индустрии неуместна и бесполезна иерархия, нет нужды в формальном менеджменте и карьерном росте. В интервью газете The New York Times Грек Кумер (один из первых сотрудников) сомневался, что Ньюэлл является СЕО, но отмечал, что технически он им, скорее всего, является. В пособии для новичков Valve написано, что Гейб Ньюэлл в наибольшей степени, среди прочих, не является начальником.
Компанию привлекают люди с богатым опытом, которые «лучше остальных в этом деле». Например, в компании работал греческий экономист Янис Варуфакис, нанятый за то, что его блог про европейский финансовый кризис понравился Гейбу; бывшая артистка кукольного театра; создатель спецэффектов для фильмов «Властелин колец» и «Кинг-Конг». В компании ценятся люди, способные упростить или быстро решить проблему, а также понятно объяснить, как именно они это сделали. Такая система может существовать только при полной независимости компании. Независимость от издателей обеспечивает сервис Steam, делающий издателем саму Valve. Компания была основана без инвесторов, и на момент конца 2014 года все её активы находились у сотрудников компании. По словам Ньюэлла, если дела пойдут плохо, компания будет распущена, а не продана. Отсутствие иерархии создаёт проблемы сотрудникам вне корпорации: им приходится выдумывать себе должности, чтобы их воспринимали всерьёз.

## Аудитория и капитализация
По данным журнала «Форбс», на момент 2011 года аудитория магазина Steam — 30 миллионов человек.
По состоянию на 2011 год на сервис приходится 50—70 % четырёхмиллиардного (в долларах США) рынка онлайн-дистрибуции игр.
Финансовые показатели Valve неизвестны, но, по словам основателя — Гейба, — компания «чрезвычайно прибыльна». В октябре 2011 года пресс-служба корпорации объявила о рекордной для Valve прибыли, на 200 % превысившей прибыль предыдущего года. По данным «Форбс», Valve оценивается различными источниками в промежутке от 2 до 4 млрд долларов США. В 2012 году Майкл Пэчтер в статье в «Нью-Йорк Таймс» оценил корпорацию в 2,5 млрд долларов США.
Михаил Хомич на страницах «Коммерсанта» утверждал, что чистая прибыль компании за 2013 год составила порядка 1 млрд долларов США.
По традиционному отчёту Valve на 2020 год аудитория Steam составила 120 миллионов человек.

## Фоторепортажи
- Илья Варламов. Valve: как делают самые популярные игры. varlamov.ru (9 сентября 2016). Дата обращения: 10 сентября 2016.